# Fissidens exsul
Fissidens exsul är en bladmossart som beskrevs av Hugh Neville Dixon 1910. Fissidens exsul ingår i släktet fickmossor, och familjen Fissidentaceae. Inga underarter finns listade i Catalogue of Life.